# Livsfarlig utsikt
Livsfarlig utsikt (originaltitel: Angels Fall) är en amerikansk TV-film från 2007 i regi av Ralph Hemecker.

## Handling
En massaker äger rum på en restaurang i Boston och Reece Gilmore är den enda överlevande. Hon lämnar Boston för att börja ett nytt liv, men hon vet inte var. Hennes bil börjar strejka i en liten stad i Wyoming och hon bestämmer sig för att ta ett jobb som kock på stadens restaurang för att få ihop pengar så att hon kan ta sig därifrån. Med tiden lär hon känna författaren Brody och börjar fundera på att slå sig till ro i den lilla staden. Men en dag då hon är ute och promenerar bevittnar hon ett mord. Men när polisen kommer har alla spår försvunnit; det finns ingen kropp och inga som helst bevis för att ett brott verkligen begåtts. Folk tror att hon bara inbillat sig, men Reece vet vad hon såg och hon tänker inte ge sig förrän mördaren är fast.

## Om filmen
Filmen är baserad på boken med samma namn av Nora Roberts.

## Rollista i urval
- Heather Locklear - Reece Gilmore
- Jonathan Schaech - Brody
- Gary Hudson - Rick Marsden
- Derek Hamilton - Lo
- Linda Darlow - Joanie
- Lisa Marie Caruk - Linda Gail
- Christy Greene - Ginny
- Aedan Tomney - Pete